# Африкански футболист на годината
„Африкански футболист на годината“ е футболно отличие, което се връчва от Африканската футболна конфедерация (АФК) на най-добрия африкански футболист за изминалата година. Трофеят съществува от 1992. Сп. „Франс Футбол“ организира своя награда „Африкански футболист на годината“, която се присъжда от 1970 до 1994.

## Призьори

### АФК
- 1992 – Абеди Пеле – Гана, Олимпик Марсилия
- 1993 – Рашиди Екини – Нигерия, Витория Сетубал
- 1994 – Емануел Амунике – Нигерия, Спортинг Лисабон
- 1995 – Джордж Уеа – Либерия, Милан
- 1996 – Нванкво Кану – Нигерия, Интер
- 1997 – Виктор Икпеба – Нигерия, Монако
- 1998 – Мустафа Хаджи – Мароко, Депортиво Ла Коруня
- 1999 – Нванкво Кану – Нигерия, Арсенал
- 2000 – Патрик Мбома – Камерун, Парма
- 2001 – Ел Хаджи Диуф – Сенегал, Ланс
- 2002 – Ел Хаджи Диуф – Сенегал, Ланс и Ливърпул
- 2003 – Самуел Ето'о – Камерун, Майорка
- 2004 – Самуел Ето'о – Камерун, Майорка и Барселона
- 2005 – Самуел Ето'о – Камерун, Барселона
- 2006 – Дидие Дрогба – Кот Д`Ивоар, Челси
- 2007 – Фредерик Кануте – Мали, Севиля

### „Франс Футбол“
- 1970 – Салиф Кейта – Мали, Сент Етиен
- 1971 – Ибрахим Санди – Гана, Ашанте-Котоко
- 1972 – Шериф Сюлейман – Гвинея, Хафия
- 1973 – Тшимиму Бванга – Заир, Мазембе
- 1974 – Пол Мукила – Конго, КАРА
- 1975 – Ахмед Фарас – Мароко, Мохамедия
- 1976 – Роже Мила – Камерун, Канон
- 1977 – Тарак Дхиаб – Тунис, Есперанс
- 1978 – Абдул Разак – Гана, Ашанте-Котоко
- 1979 – Томас Н'коно – Камерун, Канон
- 1980 – Жан Манга-Онген – Камерун, Канон
- 1981 – Лахдар Белуми – Алжир, ГКР
- 1982 – Томас Н'Коно – Камерун, Канон
- 1983 – Махмуд ал-Хатиб – Египет, Ал-Ахли
- 1984 – Теофил Абега – Камерун, Тулуза
- 1985 – Мохамед Тимуми – Мароко, ФАР
- 1986 – Баду ал-Заки – Мароко, Майорка
- 1987 – Раба Маджер – Алжир, Порто
- 1988 – Калуша Бваля – Замбия, Серкъл (Брюж)
- 1989 – Джордж Уеа – Либерия, Монако
- 1990 – Роже Мила – Камерун, Сен-Дени
- 1991 – Абеди Пеле – Гана, Олимпик Марсилия
- 1992 – Абеди Пеле – Гана, Олимпик Марсилия
- 1993 – Абеди Пеле – Гана, Олимпик Марсилия
- 1994 – Джордж Уеа – Либерия, Пари Сен Жермен